# Rue de la Visitation
La rue de la Visitation est une voie de la commune française de Nancy, dans le département de Meurthe-et-Moselle, en région Lorraine (Grand Est).

## Situation et accès
La rue de la Visitation est placée au sein de la Ville-neuve et appartient administrativement au quartier Charles III - Centre Ville.

## Origine du nom
Elle est nommée en souvenir du monastère des religieuses de la Visitation, établi en 1632 par la marquise de Haraucourt, amie de sainte Jeanne de Chantal qui vint à Nancy pour cette fondation.

## Historique
Cette rue a été nommée « Place de Grève », en 1728 « rue des Ponts », en 1767 « rue de la Visitation », en 1791 « rue Voltaire », en 1795 « rue Dumarsais », et depuis 1814 « rue de la Visitation ».

## Bâtiments remarquables et lieux de mémoire
- no 2 Chapelle de la Visitation, parfois appelée la Chapelle ronde, est un édifice constituant le principal vestige du couvent des Visitandines, construit au XVIIIe siècle. La chapelle fut transformée en musée à la Révolution, elle a été intégrée sous le Premier Empire dans les murs du lycée impérial de Nancy. L'édifice objet d’un classement au titre des monuments historiques depuis 1950[2].
- no 12 pharmacie Rosfelder appelée aussi pharmacie centrale [3],[4],[5],[6],[7],[8]

( à ne pas confondre avec la pharmacie du Point-Central )